# Чекан Олена Василівна
Олена Василівна Чекан (24 квітня 1946, Київ — 21 грудня 2013, Київ) — українська акторка, сценаристка, журналістка. Членкиня Національних спілок кінематографістів, театральних діячів і журналістів України.

## Життєпис
Народилася 24 квітня 1946 р. в Києві у роді русинів — західних полян Карпатської України[джерело?], що емігрували до Франції, в Польщу, Чехію, Англію, США штат Пенсільванія. Батько волею обставин залишився на Батьківщині.
Дядько, протопресвітер Олександр — настоятель Свято-Троїцького Олександро-Невського кафедрального собору в Парижі, тітка, Марія Міллер, дочка голови Російського загальновійськового союзу білого руху генерала Євгена Міллера. Духовне наставництво дядька було значущим для Олени.
Брат — Єжи Богданович (пол. Jerzy Bogdanowicz), з яким Олену пов'язували теплі родинні стосунки, польський учений у галузі теоретичної ядерної фізики, за результатами наукової роботи в проєкті досліджень Великого адронного коллайдера номінант на Нобелівську премію.
Після закінчення в 1972 році Вищого театрального училища імені Б. В. Щукіна в Москві почала акторську кар'єру Театру на Малій Бронній (Москва), продовживши її в Театрі імені О. С. Пушкіна (Москва).
Повернувшись до Києва, продовжила працювати в Театрі-студії кіноактора Київської студії художніх фільмів імені О. П. Довженка, Театрі-студії «Сузір'я» (Київ).
Працювала на українському телебаченні як авторка та ведуча телепрограми «Миттєвості вічності» на «Інтері», потім креативною редакторкою програми «Документ» в ТРК «Студія 1+1». З дня заснування щотижневого суспільно-політичного журналу «Український Тиждень» в 2007 році — працювала там журналісткою, помічницею шеф-редактора.
Навесні 2012 року Олені Чекан діагностовано ракову пухлину мозку IV стадії. У боротьбі за її життя згуртувалися близькі, друзі та всі, кому була дорогою і небайдужою ведуча. Олена Чекан перенесла три операції, остання була здійснена в Празі (Na Homolce Hospital) за підтримки колективу празької студії «Радіо Свобода».
Юрій Шевчук, фронтмен рок-групи «ДДТ», в турне з програмою «Інакше» присвятив Чекан свої сольні концерти в Києві 5 червня 2013 і Одесі 19 вересня 2013, звернувшись до аудиторії з проханням надати допомогу Олені в зборі коштів на хімієтерапію.
Олена Чекан померла після тривалої хвороби 21 грудня 2013 року.

## Творчість
Олена Чекан була членкинею Спілки театральних діячів СРСР і України, Спілки кінематографістів СРСР і України. В її активі більше 30 театральних ролей (головні і ролі другого плану).

### Театр

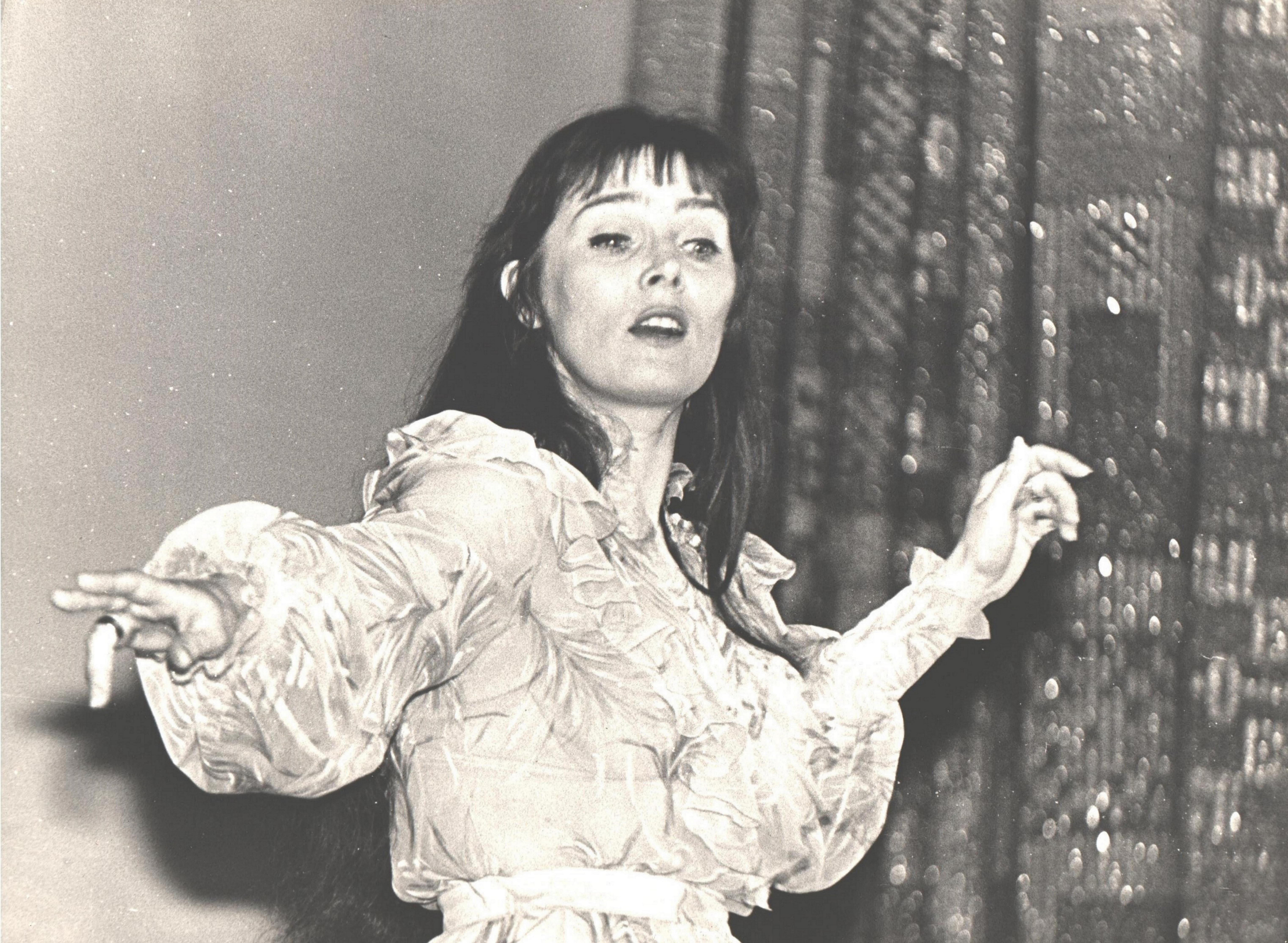
Олена Чекан у виконанні авторської моновистави за віршами Марини Цвєтаєвої «Красною кистью рябина зажглась...», Київський театр кіноактора, режисерка Ольга Бойцова, 1983 рік

Олена Чекан створила і виконала моновистави, присвячені творчості Тараса Шевченка, Лесі Українки, Василя Стуса, Марини Цвєтаєвої, Осипа Мандельштама, Михайла Булгакова, Анни Ахматової, Максиміліана Волошина, Олександра Блока, Бориса Пастернака, Йосипа Бродського, Антуана де Сент-Екзюпері, Федеріко Гарсіа Лорки (з музичним оформленням: уривками з творів Баха, Вівальді, Гайдна, Моцарта, Шопена).
Чекан виступала на сценах Будинку кіно, Будинку художників, Будинку актора, Театру-студії «Сузір'я», а також в Будинку-музеї Марини Цвєтаєвої в Москві, українських культурних центрах (Москва, Санкт-Петербург), Літературно-меморіальному музеї М. Булгакова в Києві, будинку-музеї Максиміліана Волошина в Коктебелі, меморіальному будинку-музеї Гріна в Старому Криму. Її музично-поетичними вечорами відкривався 73-й сезон Будинку вчених Академії Наук України в Києві.
Чекан виступала з авторськими моноспектаклями в складі творчої групи акторів Держкіно СРСР перед солдатами в Кабулі і Баграмі в Афганістані 1981—1984 роках. Нагороджена пам'ятним знаком Прикордонних СРСР «За заслуги перед Батьківщиною».
Спільно з Ліною Костенко Олена Чекан виступала перед пожежниками і ліквідаторами аварії на Чорнобильській АЕС в 1986 році.
Як незалежна журналістка від «Радіо Свобода» вела репортажі з Грозного в Першу чеченську війну в 1994—1996 роках.
Чекан в 2001 році разом з Юрієм Макаровим написала сценарій (співавторка) 4-х серійного документального фільму «Мій Шевченко». Проєкт у 2002 році номінувався на Шевченківську премію.
Авторка ідеї і співавторка сценарію документального фільму «Іван Мазепа: Кохання. Велич. Зрада» (2005, режисер Юрій Макаров; проєкт телеканалу «1+1»).
Олена Чекан була однією із провідних журналісток «Українського тижня», Серед героїв її інтерв'ю  — Режис Варньє, Юрій Афанасьєв, Ліна Костенко, Кшиштоф Зануссі, Томас Венцлова, Ахмед Закаєв, Валентин Сильвестров, Андре Глюксман, Патріарх Філарет, Дітмар Штюдеман, Даніель Бовуа, Сергій Кримський, Андрій Ребет (син Лева та Дарії Ребетів), Мирон Петровський, Анатолій Гайдамака, В'ячеслав Брюховецький, Іван Мигул (ректор УВУ), Ален Блюм, Жиль Леруа, Вікторія Лук'янець, Дмитро Горбачов, Ґжеґож Мотика, Ігор Померанцев та інші.

## Фільмографія
Дебютною в кіно стала роль у фільмі «Соляріс» Андрія Тарковського. Фільмографія налічує понад 50 робіт в кіно (головні і ролі другого плану). Особливо плідно знімалася в 1980-1990-х роках. Грала, зокрема, у фільмах:
- «Незручна людина» (1978, 2 а)
- «Сімейне коло» (1979)
- «Під свист куль» (1981)
- «Грачі» (1982)
- «Жінки жартують серйозно» (1981, Ліза),
- «Таємниці святого Юра» (1982),
- «Три гільзи від англійського карабіна» (1983),
- «У привидів у полоні» (1984),
- «Міст через життя»,
- «Прем'єра у Сосновці»,
- «Наближення до майбутнього» (1986, епіз.),
- «Поруч з вами» (1986)
- «До розслідування приступити»,
- «Циганка Аза» (1987),
- «Блакитна троянда»,
- «Грішник» (1988, епіз.),
- «Як чоловіки про жінок говорили»,
- «В'язень замку Іф» (1988),
- «Штормове попередження», (1988)
- «Дорога через руїни», (1989)
- «Хочу зробити зізнання»,
- «Буйна»,
- «Допінг для ангелів»,
- «Ніагара» (1991) та інші.

## Пам'ять
В жовтні 2015 презентовано книгу «У пошуках вільної України» (англ. The Quest for a Free Ukraine), що вийшла в австрійському видавництві Der Konterfei. До збірки, редактором якої став син Олени Чекан Богдан, увійшли переклади англійською мовою інтерв'ю Чекан з Андре Глюксманом, Вацлавом Гавелом, Томасом Венцловою, Кшиштофом Зануссі, Валентином Сильвестровим, Ахмедом Закаєвим та іншими політиками, інтелектуалами та діячами культури, надруковані в «Українському тижні».